# Batesville (Texas)
Batesville is een plaats (census-designated place) in de Amerikaanse staat Texas, en valt bestuurlijk gezien onder Zavala County.

## Demografie
Bij de volkstelling in 2000 werd het aantal inwoners vastgesteld op 1298.

## Geografie
Volgens het United States Census Bureau beslaat de plaats een oppervlakte van
30,0 km², geheel bestaande uit land. Batesville ligt op ongeveer 215 m boven zeeniveau.

## Plaatsen in de nabije omgeving
De onderstaande figuur toont nabijgelegen plaatsen in een straal van 36 km rond Batesville.